# Otocinclus cocama
Otocinclus cocama är en fiskart som beskrevs av Roberto Esser dos Reis 2004. Otocinclus cocama ingår i släktet Otocinclus och familjen Loricariidae. Inga underarter finns listade i Catalogue of Life.